# 太田市立沢野中央小学校
太田市立沢野中央小学校 (おおたしりつさわのちゅうおうしょうがっこう)は、群馬県太田市の公立小学校である。

## 沿革
- 2003年4月1日 - 太田市立沢野小学校の拡大化に伴い、開校。建築は今村雅樹アーキテクツの設計による。

## 学区
- 富沢町[2]
- 牛沢町[2]
- 牛沢団地[2]
- 高林北町[2]

## 周辺
- 太田市立沢野小学校